# HPItv
HPItv est une chaîne de télévision canadienne spécialisée de catégorie B en langue anglaise appartenant à Woodbine Entertainment Group. Elle diffuse des courses de chevaux Pur-sang, Standardbred et avec harnais, ainsi que des émissions reliées.
HPItv est composée de quatre chaînes :
- HPItv est la chaîne principale. Elle peut diffuser jusqu'à 5 courses simultanément à travers l'Amérique du Nord.
- HPItv Canada fourni une couverture quotidienne des courses principales au Canada.
- HPItv International fourni une couverture quotidienne des courses principales aux États-Unis.
- HPItv West fourni une couverture quotidienne des courses principales dans l'ouest canadien et américain.

## Histoire
Après avoir obtenu une licence de diffusion auprès du CRTC en novembre 2000 pour le service The Racing Network Canada, les propriétaires étaient The Ontario Jockey Club (90 %) et BCE Media (10 %). Avant le lancement de la chaîne en septembre 2001, The Ontario Jockey Club a changé son nom pour Woodbine Entertainment Group et a racheté les parts de BCE Media. Durant le mois, The Racing Network Canada a été lancé sur quatre chaînes, alors que la cinquième (Ouest) a été ajoutée en 2004.
Au mois de mars 2005, TRN a été renommé HPItv afin d'utiliser le même nom des services internet et téléphoniques de Woodbine, HorsePlayer Interactive (HPI). En 2017, la chaîne HPItv Odds a été retirée.